# Matthias Liebers
Pour les articles homonymes, voir Liebers.
Matthias Liebers, né le 22 novembre 1958 à Leipzig, est un footballeur est-allemand.

## Biographie
En tant que milieu de terrain, Matthias Liebers est international est-allemand à 59 reprises (1980-1988) pour aucun but marqué.
Il participe aux Jeux olympiques de 1980, où il est remplaçant dans tous les matchs. Il remporte la médaille d'argent.
Pendant la période de la RDA, il joue dans un seul club : le Lokomotive Leipzig. Avec ce club, il remporte quatre coupes de RDA, une D2 est-allemande et est finaliste de la C2 en 1987, battu en finale par l'Ajax Amsterdam.
Sous l'Allemagne réunifiée, il joue dans différents clubs (VfB Leipzig, FC Grün-Weiss Wolfen, FC Motor Zeulenroda (de), SV Blau-Weiß 90 Neustadt (de) et Lokomotive Leipzig) et termine troisième de D2 allemande en 1993. En 2004-2005, il joue deux matchs à l'âge de 46 ans pour un but marqué avec le Lokomotive Leipzig.

## Palmarès
- Coupe d'Europe des vainqueurs de coupe de football
  - Finaliste en 1987
- Championnat de RDA de football D2

- - Champion en 1970
- Coupe d'Allemagne de l'Est de football
  - Vainqueur en 1976, en 1981, en 1986 et en 1987
- Championnat de RDA de football
  - Vice-champion en 1986 et en 1988
- Championnat d'Allemagne de football D2
  - Troisième en 1993
- Jeux olympiques
  - Médaille d'argent en 1980